# Трапезундское соглашение
Соглашение датируемое 1021 г. (по некоторым источникам 1022 г. ) , заключенное между Василием II и католикосом Петросом (Петрос Гетадардз, католикос Армении с 1020 г. ,глава провизантийской группировки феодалов) в Трапезунде во время зимовки войск первого. Предметом соглашения было Анийское царство, которое в соответствии с данным соглашением должно было быть передано Византии после смерти шаханшаха Иованнеса-Смбата, который, в свою очередь,  под давлением провизантийской группировки при дворе ( в частности католикоса Петроса и веста Саргпса Хайказна) с одной стороны и угрозой тюркских набегов на Армению с другой, был вынужден составить завещание о передаче владений Византии после своей смерти, которое и стало основанием для заключения вышеупомянутого Трапезундского соглашения.
Одновременно с этим, накануне второго этапа византийско-грузинской войны Сенекерим прибыл на встречу с императором и дал согласие на передачу Васпуракана Византии.